# Vioolconcert (Brian)
Havergal Brian schreef zijn enige vioolconcert in de jaren 1934 en 1935.
Hij begon er aan in het voorjaar van 1934. In juni had hij het bijna afgerond. Op 8 juni 1934 nam hij de verkorte partituur mee op zijn forenzenreis naar zijn werk bij het blad Musical Opinion te Londen. Tijdens die reis raakte het vioolconcert zoek; het was of gestolen of de componist heeft het laten liggen. Brian probeerde het nog terug te krijgen via Gevonden voorwerpen, maar het werk kwam niet meer boven water. Aan de hand van zijn eigen herinneringen heeft hij het werk proberen te reconstrueren, maar er kan niet worden uitgesloten, dat grote delen van het vioolconcert nieuw geschreven zijn. Brian noemde het op 8 juni 1935 voltooide vioolconcert eerst nog zijn Vioolconcert nr. 2 met subtitel The Heroic (vanwege zijn doorzettingsvermogen). Toen uitzicht op het terugvinden van de oorspronkelijke partituur verdwenen was, verloor het concerto zijn volgnummer en bijtitel.

## Opbouw en orkestratie
Het werk kent de driedelige opzet van een klassiek vioolconcert:
- Allegro moderato e brio – adagio – lento
- Lento – Grazioso e semplice e oco piu movemento – lento
- Allegro fuoco – allegro moderato – Lento – Cadenza – Allegro con fuoco.

Deel 1 is geschreven in sonatevorm; deel 2 is een traag passacaglia met variaties. Deel 3, eveneens deels in sonatevorm is gewijd aan de virtuositeit van de violist; het bevat ook de solistische cadens.
De orkestratie is als volgt:
- soloviool
- 3 dwarsfluiten (I ook piccolo), 2 hobo’s, 1 althobo, 2 klarinetten, 1 basklarinet, 3 fagotten (III ook contrafagot)
- 4 hoorns, 3 trompetten, 3 trombones, 1 tuba
- pauken, percussie (glockenspiel, xylofoon, kleine en grote troms, bekkens), harp
- violen, altviolen, celli, contrabassen

## Uitvoeringen
Aan de hand van de slechts zes uitvoeringen die het werk kende, rees de vraag of dit een genegeerd meesterwerk was of een mislukking. De solisten vonden het een zeer moeilijk werk en al bij de eerste uitvoeringen sneuvelden sommige te technische fragmenten. De uitvoeringen waren ook nog voor het merendeel ten behoeve van radio- of plaatopnamen, zoals blijkt uit het volgende staatje:
- 1 juni 1969: opnamen voor de BBC, solist Ralph Holmes begeleid door het New Philharmonia Orchestra onder leiding van Stanley Pope; de opnamen verschenen later op elpee.
- 19 mei 1979: eerste publieke uitvoering met dezelfde solist Ralph Holmes, begeleid door het Young Musician's Symphony Orchestra onder leiding van James Blair.
- 14 mei 1981: radio-uitzending met opnieuw Ralph Holmes, dit maal begeleid door het BBC Northern Symphony Orchestra onder leiding van James Blair.
- 12 tot 15 januari 1993: plaatopnamen voor Marco Polo/Naxos, solist Marat Bisengaliev met het BBC Symphony Orchestra onder leiding van Lionel Friend; opnamen vonden plaats in het kader van een serie gewijd aan Brians muziek.
- 27 mei 1995: publieke uitvoering door Marat Bisengaliev begeleid door het Millennium Sinfonia (een verzameling topmusici uit bekende orkesten) onder leiding van James Kelleher.
- 31 mei en 1 juni 2012: opnamen voor Dutton Vocalion met solist Lorraine McAslan, begeleid door het Royal Scottish National Orchestra onder leiding van Martyn Brabbins; opnamen vonden plaats voor een serie van vergeten Britse muziek.